# Hermann Kahle
Hermann Kahle (* 9. Mai 1829 in Hettstedt; † 5. März 1887 in Berlin) war ein deutscher pädagogischer Schriftsteller, Theologe und Lehrer.

## Biographie
Kahle besuchte 1847–50 das Seminar in Eisleben und wurde dort Lehrer. Ab 1854 studierte er in Halle Theologie, wo er gleichzeitig als Lehrer an den Franckeschen Stiftungen fungierte. Später wurde er Seminarlehrer in Elsterwerda und 1866 zum Seminardirektor des dortigen Seminars ernannt. Es folgte die Leitung der Seminare zu Angerburg (bis 1870), Bütow (bis 1876) und Köslin (bis 1879). Anschließend war er in Köslin bis zu seinem Tode Regierungs- und Schulrat. Am 5. März 1887 starb er in Berlin an den Folgen einer Operation.

## Bücher (Auswahl)
- Geschichte des Reiches Gottes
- Luthers Katechismus
- Claudius und Hebel (Leipzig 1864)
- Grundzüge der evangelischen Volksschulerziehung (8. Auflage, Breslau 1890)
- Pädagogische Erquickstunden (Breslau 1880)

Außerdem schrieb Hermann Kahle mehrfach aufgelegte Schulbücher.